# Zyzyxia
Zyzyxia é um género botânico pertencente à família Asteraceae.